# Бирлик (Жангалинский район)
Бирлик (каз. Бірлік, до 1992 г. — Мортык) — село в Жангалинском районе Западно-Казахстанской области Казахстана. Административный центр Бирликского сельского округа. Код КАТО — 274033100.

## Население
В 1999 году население села составляло 1033 человека (503 мужчины и 530 женщин). По данным переписи 2009 года, в селе проживало 1256 человек (600 мужчин и 656 женщин).